# Klingenbach (Austria)
Klingenbach (węg. Kelénpatak, burg.-chor. Klimpuh) – gmina w Austrii, w kraju związkowym Burgenland, w powiecie Eisenstadt-Umgebung. Według Austriackiego Urzędu Statystycznego liczyła 1,18 tys. mieszkańców (1 stycznia 2014).